# Leptopelis crystallinoron
Leptopelis crystallinoron là một loài ếch thuộc họ Hyperoliidae.
Loài này có ở Gabon và có thể có ở Guinea Xích Đạo.
Môi trường sống tự nhiên của chúng là rừng ẩm vùng đất thấp nhiệt đới hoặc cận nhiệt đới.